# Маги Вали (Северна Каролина)
Маги Вали (енгл. Maggie Valley) град је у америчкој савезној држави Северна Каролина.

## Демографија
По попису из 2010. године број становника је 1.150, што је 543 (89,5%) становника више него 2000. године.
| Група             | 2000.       | 2010.         |
| Белци             | 584 (96,2%) | 1.042 (90,6%) |
| Афроамериканци    | 8 (1,3%)    | 7 (0,6%)      |
| Азијати           | 4 (0,7%)    | 21 (1,8%)     |
| Хиспаноамериканци | 1 (0,2%)    | 61 (5,3%)     |
| Укупно            | 607         | 1.150         |